# Tú alfagra land mítt
El Tú alfagra land mítt és l'himne nacional de les illes Fèroe. La lletra és d'un poema de Símun av Skarði (1872-1942) escrit l'1 de febrer de 1906 titulat Mítt alfagra land. La música va ser composta per Petur Alberg (1885-1940) el 1907. El 8 de gener de 1908, el diari Tingakrossur va publicar la cançó per primera vegada i el 1938 va ser adoptada com a himne.

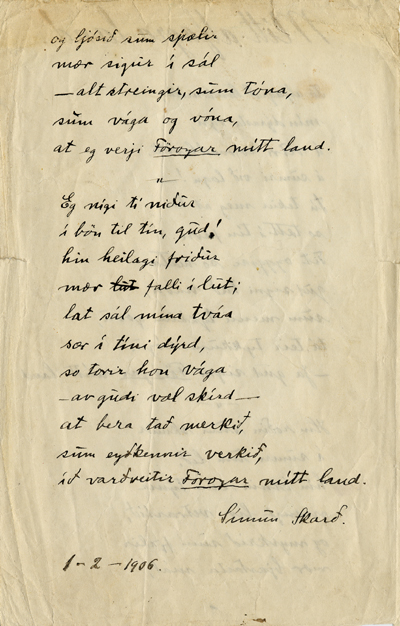
Segona pàgina del manuscrit original de Símun av Skarði del 1906.

## Lletra
| Lletra en Feroès | Lletra traduïda al català |
| Tú alfagra land mítt, mín dýrasta ogn! á vetri so randhvítt, á sumri við logn, tú tekur meg at tær so tætt í tín favn. Tit oyggjar so mætar, Gud signi tað navn, sum menn tykkum góvu, tá teir tykkum sóu. Ja, Gud signi Føroyar, mítt land! | Oh el meu bell país, la possessió més estimada! M'has atret cap a tu, abraçant-me; Calma a l'estiu, coberta de neu a l'hivern, Illes magnífiques, anomenades per Déu Estimades. El nom que li van donar els homes quan les van descobrir, que Déu us beneeixi, és Fèroe, la meva terra!                                                     |
| Hin roðin, sum skínur á sumri í líð, hin ódnin, sum týnir mangt lív vetrartíð, og myrkrið, sum fjalir mær bjartasta mál, og ljósið, sum spælir mær sigur í sál: alt streingir, ið tóna, sum vága og vóna, at eg verji Føroyar, mítt land.    | Claror brillant que a l'estiu pren els cims de les muntanyes tan bells Aspra tempesta que a l'hivern desespera als homes. Oh vida penent la tempesta, oh conquesta de l'ànima, Tothom fent dolça música que uneix el tot. Cadascú esperant i confiant, inspirant-nos a tots, per a protegir-nos, oh Fèroe, la meva terra.                   |
| Eg nígi tí niður í bøn til tín, Gud: Hin heilagi friður mær falli í lut! Lat sál mína tváa sær í tíni dýrd! So torir hon vága - av Gudi væl skírd - at bera tað merkið, sum eyðkennir verkið, ið varðveitir Føroyar, mítt land!              | Ve-t'ho aquí llavors, m'agenollo davant vos, Déu, en oració, Deixa'm arribar a la teva pau La meva ànima pura en glòria la meva ànima vol el teu bany de gràcia quan alço l'estendard i afronto l'adversitat Així que gosa pensar, - audaç i feliç - per fer la marca que demostra el treball, per a protegir-vos, oh Fèroe, la meva terra! |